# 김윤행
김윤행(金允行, 1920년 11월 16일~1990년 11월 29일)은 1973년 4월부터 1980년 8월까지 대한민국의 대법관 (대법원판사)을 역임한 법조인이다.

## 생애
1920년에 충청남도 예산군에서 태어나 1943년 9월 경성법학전문학교를 졸업하고 1948년 10월 제2회 조선변호사시험에 합격하였다. 1950년 11월 서울지방법원 판사에 임용된 후 서울지방법원과 부산지방법원 및 대전지방법원 판사와 부장판사, 서울고등법원 부장판사를 역임하고 1969년 9월 춘천지방법원장을 거쳐 1971년 9월 법원행정처 차장 직에 올랐다. 1973년 4월 박정희 대통령에 의해 대법원판사로 임명되었다.
당시 법조계가 당면한 큰 문제 중 하나가 형량 정립이었다. 같은 사안이어도 판사에 따라 판결 형량이 심하게 차이가 나는 것을 우려하던 중 서울대학교 응용수학과 4학년에 재학 중이던 아들 김성인 (고려대 산업경영공학부 명예교수)이 "컴퓨터를 이용하면 객관적이고 일관적인 형량을 결정할 수 있을 것 같다"고 제안하여 1972년부터 형사 사건에 대한 기초 자료를 컴퓨터에 입력하여 예상 형량을 도출하여 재판에 참고로 활용하는 방법을 연구하기 시작하였다. 그 성과인 <형량정립 (刑量定立)에 대한 연구: 형량결정 모델의 시도와 컴퓨터의 이용>이라는 제목의 논문이 우리나라와 미국 학회지에 발표되었다. 같은 범죄를 저지른 피고인들에게 판사가 선고하는 처벌에 차이가 많이 나서 재판의 공정성이 훼손되는 것을 막기 위한 노력의 효시라고 할 수 있다. 이는 1977년에 국회가 양형위원회를 설립하고, 대법원이 교통사고, 절도, 상해치사 등 사안이 명백한 사건에 한해 피해정도, 쌍방과실, 피고인의 전과관계 등 양형판단의 기준이 되는 각종 요건을 카드에 기록하여 법관이 법정형 내에서 구체적인 선고형을 정할 때 그것을 참고로 할 수 있게 하는 "점수 카드제"를 채택한 제도의 발판을 마련한 것이었다. 근래에 구미 각국에서 형량 정립에 인공지능 기능 이용을 시도하는 것에 대해 활발한 연구가 이루어지는 것과 맥이 통한다고 할 수 있다.
1973년에 대법원판사로 임명된 김윤행은 당시 권위주의 정치체제 하의 사법부에서 양심적이고 진보적인 성향의 법조인이었다고 평가되고 있다. 유신헌법 아래에서 다루어진 주요 시국 및 인권 사건에서 여러번 소수 의견을 제출하였는데, 한국일보의 2006년 기사에 의하면 그가 헌정 이후 대법관 중 다섯번째로 형사사건에서 소수 의견을 많이 낸 법관이라고 한다. 1979년 10월 26일 박정희 대통령을 살해한 전 중앙정보부장 김재규 및 관련 피고인들에 대한 판결이 1980년 5월 20일 대법원 전원합의체에서 내려졌다. 김윤행을 비롯한 6명의 대법원판사는 피고인들의 행위는 내란죄로 처벌받을 수 없다고 하는 소수의견을 냈다. 이로 인하여 전두환 신군부에 의해 사표를 강요받아 1980년 8월에 대법원판사직에서 물러났다.
이후 변호사 활동을 하였다. 대한변호사협회 제 35대 박승서 회장 시절 대한변호사협회 총회의장을 지냈다. 1988년 김용철 대법원장이 사표를 제출한 이후 노태우 대통령에 의해 대법원장 후보로 거론되기도 했다. 1990년 11월 29일 오전 9시 서울대병원에서 뇌일혈로 사망했다.

## 법률 이론 및 법학 사상

### 주요 판결
1959년 이승만 정부는 "국가의 안전과 보다 참된 언론계의 발전을 위하여 부득이 경향신문을 법령 제88호에 의거, 단기 4292년 4월30일자로 그 발행허가를 취소한다"는 결정을 내렸다. 경향신문은 법원에 가처분신청을 냈고 서울고등법원은 이를 인용하였다. 이에 정부는 6월 26일 오후 6시에 국무회의를 열고 "법원의 가처분 결정은 '너무 가혹하다'는 것일 뿐 '행정처분이 위법은 아니다'는 것을 인정한 것으로 이를 존중하여 발행 허가 취소를 발행허가 정지로 변경하기로 결의한다"고 하였다. 경향신문은 군정법령 제88조가 위헌임을 주장하고 이를 헌법위원회가 심사할 수 있도록 하는 허가 신청을 법원에 제출했다. 주심 김치걸 판사 하에 김윤행이 배석 판사였던 서울고등법원 특별2부가 사건을 맡아 헌법 제 81조 2항 하에서 헌법위원회가 위헌심사를 할 수 있는 "법률"은 국회가 제정한 법률을 의미하므로 군정법령은 헌법위원회의 위헌심사대상이 될 수 없고 따라서 경향신문이 제출한 위헌심사신청이 불가하다고 결론내렸다. 경향신문은 또한 군정법령 제 88조 4항이 "법률"의 위반이 있을 때 발행허가가 취소될 수 있다고 한 것은 과도한 광법성의 원칙에 따라 제헌헌법 제 100조에 따라 무효라고 주장했는데, 이에 대해 법원은 제 88조 4항에 나오는 "법률"이라는 용어는 군정법령을 지칭하는 것이 아니라 사회질서나 공익을 침해할 수 있는 특별법을 지칭하는 것이므로 광범성의 원칙에 어긋나지 않고 따라서 당해 군정법령은 헌법 제 100조하에서 효력을 잃지 않았다고 하였다.
1956년 국회의사당 방청석에서 "국회는 의사진행에 진지하라"고 고함을 치다 국회의사당 모욕죄로 기소되어 징역8개월이 구형된 김의방에 대해 김윤행은 서울지방법원 주심 판사로서 선고유예 판결을 내렸다. 1958년 서울대학교 학생인 류근일 (언론인)이 국가보안법 위반으로 구속되었다. 서울지방법원 유병진 판사는 피고인이 학교 신문에 쓴 글은 학문적 성격을 띤 것으로 그 내용이 과격하다 해도 국가보안법 위반이 아니라고 판결했고 이 결정은 서울고등법원에서 유지되었는데 김윤행은 당시 김홍섭 주심판사 하에서 배석판사였다. 1965년 한일협정 비준 당시 서울대학교 황산덕 교수와 다른 12명의 교수가 반대운동을 하다가 문교부에 의해 정치교수라고 지목되어 파면되었다. 황교수가 "한일협정 비준 반대에 서명한 것은 국민으로서 언론자유권을 행사한 것에 불과하다"며 파면처분 취소소송과 효력정지 가처분 신청을 제출했다. 1966년 8월 서울고등법원 특별부 부장판사였던 김윤행은 문교부가 파면처분 취소소송을 지연하는 것은 신청인에게 치명적인 불이익을 끼친다고 하여 가처분신청을 받아들였다. 다음해 1966년 2월 24일 김도연 등 8명이 이효상 국회의장을 상대로 낸 한일협정 비준 결의 무효확인 소송에 대해서는 이유없다며 기각 결정을 내렸다.
1975년 인민혁명당 사건에서 대법원은 피고인들의 국가보안법 위반 판결을 확정하였다. 당시 김윤행과 양병호 대법원판사는 다수의견의 결론에는 동의하였으나 다수의견이 국가보안법을 과도하게 넓게 해석하여 적용하는 것에 대해 의의를 제기하는 보충의견을 내어 "국가보안법에 있어서 국가 변란의 목적이라는 것은 우리나라 국체인 민주공화체제를 부인하고 반공과 자유민주주의를 바탕으로 하는 국가의 기본조직을 파괴하는 것을 의미한다고 해석"하여야 한다고 주장했다. 당시 인권변호사로 유명했던 이돈명, 유현석 변호사 등과 각별한 우정을 계속했다. 민청학련 사건 피고인들을 변호한 강신옥 변호사가 구속되어 1974년 징역형을 받았으나 이듬해 대통령 특별조치로 석방되었다. 그러나 법무부는 강변호사를 변호사 징계위원회에 송부하여 그의 변호사 면허를 중지시키고자 하였다. 강변호사의 사건이 대법원에 올라왔을 때 당시 주심이었던 김윤행 대법원판사가 이 사건을 처리하지 않고 무기한 미룸으로써 강변호사가 변호사 활동을 계속할 수 있게 하였다.
1977년 강도살인 등으로 1, 2심에서 사형이 선고된 김영준이 "이제 겨우 20세에 사형수가 되어 죽음을 기다리게 되니 부모형제 없이 떠돌아다니던 설움이 복받칩니다. 다시 새 사람되어 나처럼 불우한 사람을 위해 봉사할 수 있도록 용서를 바랍니다"는 내용으로 상고이유서를 직접 작성하여 대법원에 제출한 사건이 있었다. 당시 주심을 맡은 김윤행은 양형부당으로는 이례적으로 이를 전원합의체에 회부하였고, 민문기, 임항준, 이일규 대법원판사와 함께 "극형에 처하기 보다 교정 교화의 기회를 가질 수 있도록 무기징역에 처하는 것이 마땅하다"는 취지의 소수의견을 냈다.

### 10.26 사건
박정희 전 대통령을 살해한 김재규 외 피고인들에 대한 대법원의 판결이 1980년 5월에 내려졌다. 이때 김윤행을 비롯한 6명의 대법원판사가 소수의견을 냈는데 그 내용이 당시 언론에 보도되지 않았고 군부는 소수의견이 있었다는 사실을 일반에 공표하는 것 조차 금지하였다. 1986년 월간조선에 소수의견서가 처음으로 게재되어 비로소 그 내용이 알려지게 되었고, 민주화가 이루어진 후 1990년이 되어서야 원문이 대법원판결집에 포함되었다.
김윤행 대법원판사는 양병호, 임항준 대법원판사와 의견을 같이 하여 “형법 제87조의 내란죄는 이른바 집합범으로서 여기에서 폭동이라 함은 한 지방의 평온을 해할정도의 다중의 결합에 의한 폭행 또는 협박을 의미한다는 할것인데, 이 사건에 있어서의 피고인들의 소위는 그 구성에 있어서 다중의 결합이라고 볼 수 없다는 견지에서 . . . 이 사건 피고인들 중 . . . 6명의 피고인들에게 내란죄가 적용될 수 없”음을 분명히 하였다. 김윤행은 특히 다수의견이 내란에 대한 분명한 법률 문헌적 정의를 간과하여 오해하였고 법률적용을 잘못했다고 지적하였다. 이 사건 피고인들은 형법 87조 내란죄 및 형법 88조 내란목적살인죄로 기소되어 하급심 군사법정에서 모두 유죄판결을 받았고 상상적 경합관계가 인정되어 형법 제40조에 의하여 더 중한 형을 정한 형법 88조 아래에서 형을 선도받았고 대법원 다수의견은 이를 유지했다. 그러나 김윤행은 “같은 내란목적에서 사람을 살해한 경우라 하더라도 이것이 폭동과정에서 이루어졌다면 내란죄에 흡수되어 형법 제87조의 내란죄만이 되는 것이고, 폭동에 의하지 않고 사람을 살해한 경우라면 내란목적살인죄의 단순일죄로서 제88조만이 적용되는 것이라고 봐야할 것”이라고 설명했다. 다시 말해 입법부는 “내란죄에 있어서는 군집범으로서의 폭동이라는 군중심리가 작용되어 깊이 사료함이 없이 경솔하게 행동하는 경우가 많다는 점”을 고려하여 “그렇지 아니한 내란목적살인죄와의 사이에 이러한 법정형 상의 차이를 둔 것”이라는 논리를 펼쳤다. 따라서 원심이 피고인 4명에 대하여 “그 소위를 내란죄의 폭동에 있어서 중요한 임무에 종사한 자라고 모면서도 이들에게까지 내란목적살인죄와 상상적 경합범으로 의율하여 무거운 내란목적살인죄의 형으로서 처단하였음은 결국 법률적용을 잘못하여 판결에 영향을 미친 경우에 해당한다고 할 것이므로 이와같은 원심판결을 유지하는 다수의견에 찬동할 수가 없고, 원심판결은 이점에서도 마땅히 파기되어야 한다고 할 것”이라고 결론을 내렸다.
이 의견은 형법 조항의 해석에 대한 가장 원문존중주의 (textualism)적이고 테크니칼한 논리를 제공한 것으로, 김재규를 비롯한 모든 피고인에게 사형 또는 무기징역을 선고한 다수의견이 부주의하고도 독단적인 것이라고 질책했다. 또한 검찰이 무차별적으로 혐의를 쌓아 누적 유죄를 끌어낸후 가장 무거운 처벌을 내리는 경향이 있다고 지적했다. 복합범죄에 대한 처벌은 오랫동안 변호인단 사이에서 큰 불만의 대상이 되어온 문제였다. 이 소수의견은 법 조문과 판례를 엄밀히 따라 그에 의해 판결을 내리는 것이 법관의 주임무라고 일관되게 개진한 김윤행 판사의 법사상이 드러난 대표적인 예라고 할 수 있다.

## 저서 및 논문
김윤행 대표집필, 주석 형법각칙, 상 하 2권, 한국사법행정학회, 1980 년.
Yun Haeng Kim and Seong-In Kim, "A Proposal to Facilitate the Uniform Administration of Justice in Korea through the Use of Mathematical Model," Rutgers Journal of Computers and the Law, vol. 4 (2) 1975: 284–301.

## 가족 관계
부인 정응규 여사 (1922-2006) 사이에 1남 (성인) 4녀 (성자, 성희, 성숙, 성학)를 두었다. 맏 사위인 최병학 (崔秉鶴) 판사는 창원, 대전, 수원지방법원장, 서울고등법원 부장판사로 재직후 2005년 퇴임하였다.